# 桃瀬ゆきな
桃瀬 ゆきな（ももせ ゆきな、1985年3月14日 - ）は、日本のAV女優。
京都府出身。身長:162cm。スリーサイズ:B85(D)・W68・H88。

## 略歴・人物
2008年にAVデビュー。当初は女子校生役での出演が多かった。また、SODクリエイトの『SOD女子社員シリーズ』には、「小山奈美」として出演している。
2008年中に引退したが、2010年より活動を再開した。

## 出演作品

### アダルトビデオ
- エスカレートするドしろーと娘 126 （2008年3月1日、プレステージ）
- REC 39（2008年3月12日、プレステージ）
- Can College 15（2008年4月11日、プレステージ）
- アメスク 03（2008年4月22日、プレステージ）
- 首都圏 援交 38（2008年5月1日、プレステージ）
- 極光女子学園 10（2008年5月10日、オーロラプロジェクト）
- Osaka In 梅田 020（2008年6月3日、ワールドユニティ）
- ルームサービス（2008年8月8日、アップス）
- お願い女子校生 4 大阪ムスメ編（2008年8月19日、キッチュ）
- 近親相姦 母と姉と妹。（2008年8月29日（レンタル） / 9月12日（セル）、LEO）…他出演:五十川みどり、元木ひなよ、川峰さくら

- Drive 04（2010年6月11日、フルセイル）
- こんな顔してまん毛もっさり! 人気イベコン女子大生ゆきなちゃんをAV出演させます!（2010年8月5日、SODクリエイト）

### 小山奈美
- 今まで頑なに出演を拒否していた、制作部 小山奈美 超絶美人女子社員がついに脱いだ!! 憧れのSOD女子社員のAV出演を狙う!!（2008年7月4日、SODクリエイト）
- 「超絶美人女子社員」小山奈美を、自宅にお届けします!!（2010年2月4日、SODクリエイト） ※「小山奈美」名義
- 歴代No.1「超絶美人女子社員」小山奈美の公開生SEX付きファン感謝祭を開催します。（2010年4月6日、SODクリエイト） ※「小山奈美」名義
- 私がSOD女子社員になった理由（ワケ）（2010年7月22日、SODクリエイト）
- 月刊SOD女子社員 vol.001（2010年09月09日）